# Savage (musikalbum)
Savage är den brittiska duon Eurythmics sjätte studioalbum, utgivet den 9 november 1987. Albumet nådde andra plats på svenska albumlistan och såldes i 100 000 kopior i Sverige och uppnådde därmed platina.
Albumet utgavs som LP, kassettalbum och CD. En nyutgåva utgavs den 14 november 2005.

## Låtlista
Alla låtar är skrivna och komponerade av Annie Lennox och David A. Stewart, förutom "Come Together" av John Lennon och Paul McCartney. 
| Nr           | Titel                               | Längd |
| ------------ | ----------------------------------- | ----- |
| 1.           | Beethoven (I Love to Listen To)     | 4:48  |
| 2.           | I've Got a Lover (Back in Japan)    | 4:25  |
| 3.           | Do You Want to Break Up?            | 3:38  |
| 4.           | You Have Placed a Chill in My Heart | 3:50  |
| 5.           | Shame                               | 4:23  |
| 6.           | Savage                              | 4:10  |
| 7.           | I Need a Man                        | 4:21  |
| 8.           | Put the Blame on Me                 | 3:34  |
| 9.           | Heaven                              | 3:28  |
| 10.          | Wide Eyed Girl                      | 3:29  |
| 11.          | I Need You                          | 3:22  |
| 12.          | Brand New Day                       | 3:42  |
| Total längd: | Total längd:                        | 47:10 |

| 13.          | Beethoven (I Love to Listen To) (Extended Philharmonic Version) | 4:31  |
| 14.          | Shame (Dance Mix)                                               | 5:38  |
| 15.          | I Need a Man (Macho Mix)                                        | 5:55  |
| 16.          | I Need You (Live)                                               | 3:07  |
| 17.          | Come Together                                                   | 3:20  |
| Total längd: | Total längd:                                                    | 69:41 |